# Ignacio Sánchez
Ignacio Agustín Sánchez Romo (ur. 11 lutego 1993 w Las Palmas) – hiszpański piłkarz występujący na pozycji pomocnika w CD Numancia.